# Dennis Kaygın
Dennis Kaygın (* 2. April 2004) ist ein türkisch-deutscher Fußballspieler, der aktuell beim FC Ingolstadt 04 unter Vertrag steht.

## Karriere

### Verein
Kaygın begann seine Karriere beim FSV 1946 Saulheim. Zur Saison 2011/12 wechselte er in die Jugend des 1. FSV Mainz 05. Bei Mainz durchlief er fortan sämtliche Altersstufen. Ab der Saison 2020/21 spielte er für die B-Junioren, ab der Saison 2021/22 kam er für die A-Junioren zum Einsatz. Mit 14 Toren in 13 Einsätzen wurde er in der Saison 2022/23 hinter Can Uzun der zweitbeste Torschütze seiner Staffel in der A-Junioren-Bundesliga und holte mit Mainz den Meistertitel. In Folge gewann der Offensivmann mit den Mainzern auch die gesamtdeutsche Endrunde.
Zur Saison 2023/24 wechselte Kaygın zum österreichischen Bundesligisten SK Rapid Wien, bei dem er einen bis Juni 2026 laufenden Vertrag erhielt. Bei Rapid zählte er zwar von Beginn an zum Profikader, kam aber zunächst nur für die Amateure zum Zug. Sein Profidebüt in der Bundesliga gab er dann schließlich im Dezember 2023, als er am 17. Spieltag jener Saison gegen den FC Red Bull Salzburg in der 80. Minute für Matthias Seidl eingewechselt wurde. Für Rapid kam er insgesamt zu 14 Bundesligaeinsätzen.
Im Januar 2025 wechselte Kaygın leihweise in die Niederlande zu Willem II Tilburg. Für Willem II kam er während der Leihe zu neun Einsätzen in der Eredivisie, aus der er mit dem Verein aber abstieg. Zur Saison 2025/26 kehrte Kaygın nicht mehr nach Wien zurück, sondern wechselte zum deutschen Drittligisten FC Ingolstadt 04.

### Nationalmannschaft
Kaygın spielte im Dezember 2021 dreimal für die deutsche U-18-Auswahl. Im Oktober 2022 absolvierte er zwei Partien im U-19-Team.
Im November 2024 wurde Kaygın erstmals für die türkische U-20-Mannschaft nominiert.